# Douglas F6D
Die Douglas F6D Missileer war ein geplanter trägergestützter Abfangjäger. Dieses nie gebaute Flugzeug wurde auf Grund einer Ausschreibung der United States Navy von 1959 entworfen.

## Beschreibung
Die F6D sollte mit zwei Turbofan-Strahltriebwerken ohne Nachbrenner vom Typ Pratt & Whitney TF30-P-2 nicht auf Geschwindigkeit, sondern auf geringen Treibstoffverbrauch optimiert werden und somit im Unterschallflug bis zu 6 Stunden in Bereitschaft in der Luft bleiben können. Die F6D hatte eine sehr konservative Auslegung mit geraden Tragflächen, die Radaranlage sollte ein Westinghouse-AN/APQ-81-Dopplerradar mit einer Reichweite von ungefähr 220 km sein. Mit ihm sollten bis zu sechs Ziele gleichzeitig verfolgt und mit Bendix AAM-N-10 Eagle, einer Luft-Luft-Rakete für große Reichweiten, angegriffen werden können. Die Raketen mit einer Reichweite von circa 185 km sollten mit konventionellen oder nuklearen Sprengköpfen bestückt werden.
Das Projekt wurde im Dezember 1960 eingestellt, da in der US Navy sehr bald Bedenken aufkamen, weil ein so konzipierter „Raketen-Transporter“ nach einem erfolgten Raketenstart wegen mangelnder Geschwindigkeit, Wendigkeit und Bewaffnung nicht in der Lage gewesen wäre, sich selbst zu verteidigen. Auch dadurch kam die Douglas Aircraft Company in Schwierigkeiten und fusionierte 1967 mit McDonnell zu McDonnell Douglas.
Auch die Eagle-Rakete wurde nie gebaut, aber die Entwicklung floss in die Rakete AIM-54 Phoenix von Hughes Aircraft ein, die Radartechnologie in die der Grumman F-14 Tomcat.

## Technische Daten (rechnerisch)
| Kenngröße             | Daten                                           |
| --------------------- | ----------------------------------------------- |
| Besatzung             | 3                                               |
| Länge                 | 15,60 m                                         |
| Spannweite            | 17,80 m                                         |
| Höhe                  | 5,20 m                                          |
| Flügelfläche          | 58,52 m²                                        |
| normale Startmasse    | 22.680 kg                                       |
| maximale Startmasse   | 27.216 kg                                       |
| Antrieb               | zwei Pratt & Whitney TF-30 mit je 45,5 kN Schub |
| Höchstgeschwindigkeit | 879 km/h                                        |
| Dienstgipfelhöhe      | 14.000 m                                        |
| Bewaffnung            | 6 Luft-Luft-Raketen AAM-N-10 Eagle              |